# 弗雷哈
36°45′N 4°19′E / 36.750°N 4.317°E

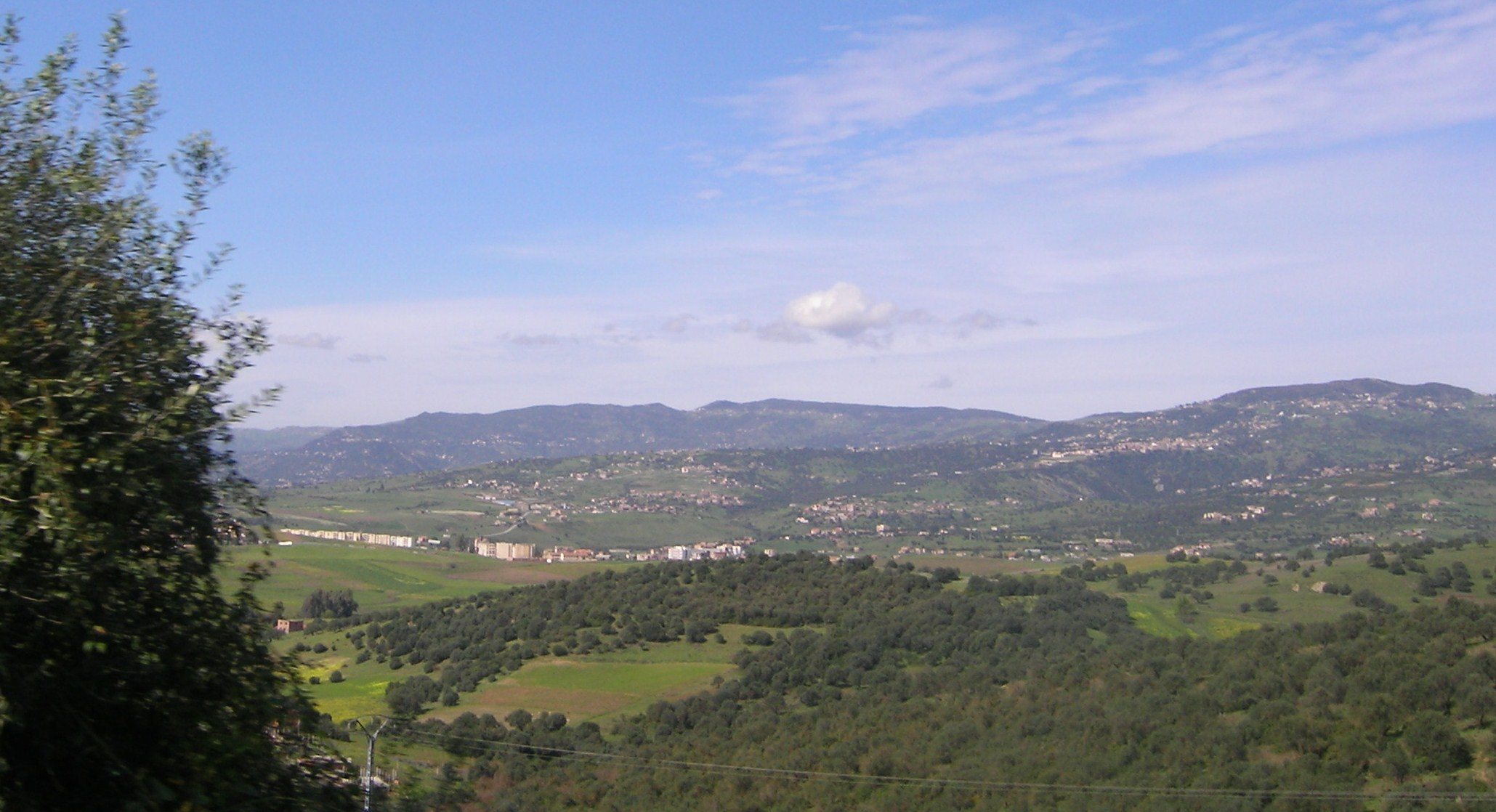
弗雷哈

弗雷哈（阿拉伯语：‎），是阿爾及利亞的城鎮，位於該國北部提濟烏祖省，由阿扎茲加區負責管轄，面積69平方公里，海拔高度170米，2008年人口24,228，人口密度每平方公里353人。